# Diachasmimorpha tryoni
Diachasmimorpha tryoni är en stekelart som först beskrevs av Cameron 1911.  Diachasmimorpha tryoni ingår i släktet Diachasmimorpha och familjen bracksteklar. Inga underarter finns listade i Catalogue of Life.